# Teratura angusi
Teratura angusi är en insektsart som beskrevs av Andrej Vasiljevitj Gorochov 1998. Teratura angusi ingår i släktet Teratura och familjen vårtbitare. Inga underarter finns listade i Catalogue of Life.